# Fučkovac
Fučkovac – wieś w Chorwacji, w żupanii karlowackiej, w gminie Bosiljevo. W 2011 roku liczyła 23 mieszkańców.